# Carrie-Anne Moss
Carrie-Anne Moss (Burnaby, 1967. augusztus 21. –) kanadai színésznő.
Olyan filmekben nyújtott alakításairól ismert, mint a Mementó, a Csokoládé, a Disturbia és a Mátrix.

## Fiatalkora és tanulmányai
Brit Columbiában, Burnabyben született. Bátyja Brooke. Édesanyja, Barbara egy 1967-es The Hollies slágerről (Carrie Anne) nevezte el. (A 2006-ban bemutatott Fido című filmben Carrie-Anne oldalán anyja is megjelent a mozivásznon.) Gyermekkorában édesanyjával Vancouverben éltek.
Tizenegy éves korában felvették a vancouveri gyermek zenés színházba. A Magee középiskola kórusával európai körúton vett részt. Gil Bellowszal járt egy középiskolába. A Magee után 1988-ban elvégezte a pasadenai Amerikai Drámaművészeti Akadémiát is. Közben 1985-ben Vancouverből Torontóba költözött, ahol modell lett. Az 1980-as évek végén modellként Japánba és Spanyolországba is eljutott.

## Színészi pályafutása
A színészi pályán Spanyolországban indult el, ahol szerepet kapott a Barcelonában forgatott Dark Justice (Sötét igazság) című amerikai sorozatban (1991–1993). Amikor 1992-ben a forgatást pénzszűke miatt áthelyezték Los Angelesbe, ő is visszatért az Egyesült Államokba. Ezután modellt játszott a Models Inc. című rövid életű szappanoperában. Az áttörés számára akkor jött el, amikor megkapta Trinity szerepét az 1999-esMátrix című kasszasikerben, a szintén kanadai Keanu Reeves oldalán. A film videójáték és animációs változataiban is ő adta a hangját Trinitynek. Véletlen egybeesés, hogy korábban már szerepelt a Mátrix című kanadai filmsorozatban (1993) is, amelynek semmi köze sem volt a későbbi nagy sikerű filmhez.
A Mátrix sikere után Carrie-Anne sorra kapta a sztárszerepeket. Először a Kereszttaták című filmvígjátékban (2000) tűnt fel Burt Reynolds és Richard Dreyfuss mellett, majd A vörös bolygó című sci-fiben (2000) játszott Val Kilmerrel. A következő szerepet az ugyancsak 2000-ben bemutatott Csokoládé kapta, amelyben Juliette Binoche-sal, Johnny Depp-pel és Judi Dench-csel játszott együtt. 2000-ben mutatták be a Mementó című filmet is, Carrie-Anne Moss-szal, Guy Pearce-szel és Joe Pantolianóval. Alakításáért megkapta az Independent Spirit-díjat.

## Magánélete
1999-ben hozzáment Steven Roy színészhez. Idősebbik fiuk, Owen 2003 szeptemberében született, öccse 2005 novemberében (az ő nevét nem publikálták). 2009 áprilisában jelentette be, hogy harmadik gyermekét várja. 
Legjobb barátja Maria Bello színésznő, akinek Jack fia Carrie-Anne keresztfia (Maria pedig Owen keresztanyja). Közeli barátja Meredith Brooks énekesnő is.

## Filmográfia

### Film
| Év   | Magyar cím                      | Eredeti cím                   | Szerep                     | Magyar hang        |
| ---- | ------------------------------- | ----------------------------- | -------------------------- | ------------------ |
| 1994 | Gyengéd gyilkosság              | The Soft Kill                 | Jane Tanner                |                    |
| 1994 | Tűzpróba                        | Flashfire                     | Meredith Neal              |                    |
| 1995 | A félelem árnyékában            | Terrified                     | Tracy                      |                    |
| 1996 | Szabotázs                       | Sabotage                      | Louise Castle              | Kocsis Mariann     |
| 1997 | Halálos örvény                  | Lethal Tender                 | Melissa Wilkins            | Für Anikó          |
| 1997 |                                 | The Secret Life of Algernon   | Madge Clerisy              |                    |
| 1999 | Mátrix                          | The Matrix                    | Trinity                    | Nagy-Kálózy Eszter |
| 1999 | Friss vér                       | New Blood                     | Leigh                      |                    |
| 2000 | Csokoládé                       | Chocolat                      | Caroline Clairmont         |                    |
| 2000 | A vörös bolygó                  | Red Planet                    | Kate Bowman parancsnok     | Román Judit        |
| 2000 | Kereszttaták                    | The Crew                      | Olivia Neal nyomozó        | Ullmann Zsuzsa     |
| 2000 | Mementó                         | Memento                       | Natalie                    | Für Anikó          |
| 2003 | Mátrix – Újratöltve             | The Matrix Reloaded           | Trinity                    | Nagy-Kálózy Eszter |
| 2003 | Animátrix                       | The Animatrix                 | Trinity (hangja)           | Nagy-Kálózy Eszter |
| 2003 | Mátrix – Forradalmak            | The Matrix Revolutions        | Trinity                    | Nagy-Kálózy Eszter |
| 2004 | Zéró gyanúsított                | Suspect Zero                  | Fran Kulok                 | Nagy-Kálózy Eszter |
| 2004 | Zéró gyanúsított                | Suspect Zero                  | Fran Kulok                 | Kisfalvi Krisztina |
| 2005 | Elrabolva                       | The Chumscrubber              | Jerri Falls                |                    |
| 2005 |                                 | Confessions of an Action Star | önmaga / barátnő a filmben |                    |
| 2006 | Fido – Hasznos a zombi a háznál | Fido                          | Helen Robinson             | Román Judit        |
| 2006 | Hósüti                          | Snow Cake                     | Maggie                     | Götz Anna          |
| 2006 | Mini beindul                    | Mini's First Time             | Diane Drogues-Tennan       | Virághalmy Judit   |
| 2007 | Disturbia                       | Disturbia                     | Julie Brecht               | Orosz Anna         |
| 2007 |                                 | Normal                        | Catherine                  |                    |
| 2008 | Közös titkunk                   | Fireflies in the Garden       | Kelly Hanson               | Bertalan Ágnes     |
| 2009 | Szerelemlecke                   | Love Hurts                    | Amanda Bingham             | Román Judit        |
| 2010 | Hihetetlen (Nincs határ)        | Unthinkable                   | Helen Brody ügynök         | Bertalan Ágnes     |
| 2012 | Silent Hill – Kinyilatkoztatás  | Silent Hill: Revelation       | Claudia Wolf               | Farkasinszky Edit  |
| 2012 | Késpárbaj                       | Knife Fight                   | Penelope Nelson            | Nagy-Kálózy Eszter |
| 2013 |                                 | The Clockwork Girl            | Wells admirális (hangja)   |                    |
| 2013 | Megszállottság                  | Compulsion                    | Saffron                    | Bertalan Ágnes     |
| 2014 |                                 | Dragon Nest: Warriors' Dawn   | Elena (hangja)             |                    |
| 2014 | Pompeji                         | Pompeii                       | Aurelia                    | Kiss Erika         |
| 2014 | Pompeji                         | Pompeii                       | Aurelia                    | Bertalan Ágnes     |
| 2014 | Elefánt dal                     | Elephant Song                 | Olivia                     | Nagy-Kálózy Eszter |
| 2015 |                                 | Unity (dokumentumfilm)        | narrátor (hangja)          |                    |
| 2015 | Victor Frankenstein             | Frankenstein                  | Elizabeth Frankenstein     |                    |
| 2016 | Lángoló agy                     | Brain on Fire                 | Rhona Nack                 | Vándor Éva         |
| 2017 | Bye Bye Man – A rettegés neve   | The Bye Bye Man               | Shaw nyomozó               | Spilák Klára       |
| 2021 | Mátrix: Feltámadások            | The Matrix Resurrections      | Trinity                    | Nagy-Kálózy Eszter |
| 2024 |                                 | Accidental Texan              | Faye                       |                    |
| 2024 |                                 | Die Alone                     | Mae                        |                    |

### Televízió
| Év        | Magyar cím                    | Eredeti cím       | Szerep                               | Megjegyzések                                              |
| --------- | ----------------------------- | ----------------- | ------------------------------------ | --------------------------------------------------------- |
| 1991–1993 |                               | Dark Justice      | Tara McDonald                        | 9 epizód                                                  |
| 1991      | A utca törvénye               | Street Justice    | Jennifer                             | 2 epizód                                                  |
| 1992      | A vámpírzsaru                 | Forever Knight    | Monica Howard                        | 1 epizód                                                  |
| 1993      |                               | Matrix            | Liz Teel                             | 13 epizód                                                 |
| 1993      | Világok száműzöttje           | Doorways          | Laura                                | - tévéfilm - magyar hangja: - Földesi Judit               |
| 1993      | Drága testek                  | Silk Stalkings    | Lisa / Lana Bannon                   | 1 epizód                                                  |
| 1994–1995 | Modellügynökség               | Models Inc.       | Carrie Spencer                       | 28 epizód                                                 |
| 1994      | Baywatch                      | Baywatch          | Gwen Brown / Mattie Brown            | 1 epizód                                                  |
| 1995      | Neve: Senki                   | Nowhere Man       | Karin Stoltz                         | 1 epizód                                                  |
| 1996      | Fraser és a farkas            | Due South         | Irene Zuko                           | 1 epizód                                                  |
| 1996–1997 |                               | F/X: The Series   | Lucinda Scott                        | 17 epizód                                                 |
| 1997      | Száguldó vipera               | Viper             | Stacy Taylor                         | 1 epizód                                                  |
| 2007      |                               | Suspect           | Chivers hadnagy                      | próbaepizód                                               |
| 2008      |                               | Pretty/Handsome   | Elizabeth Fitzpayne                  | próbaepizód                                               |
| 2011      |                               | Normal            | Ann Brown                            | próbaepizód                                               |
| 2011–2012 | Chuck                         | Chuck             | Gertrude Verbanski                   | 4 epizód                                                  |
| 2012–2013 | Vegas                         | Vegas             | Katherine O'Connell                  | - 21 epizód - magyar hangja: - Nagy-Kálózy Eszter         |
| 2014      | Crossing Lines – Határtalanul | Crossing Lines    | Amanda Andrews                       | 4 epizód                                                  |
| 2015      |                               | Pirate's Passage  | Kerstin Hawkins (hangja)             | tévéfilm                                                  |
| 2015–2019 | Jessica Jones                 | Jessica Jones     | Jeri Hogarth                         | - 34 epizód - magyar hangja: - Nagy-Kálózy Eszter         |
| 2016      | Daredevil                     | Daredevil         | Jeri Hogarth                         | - 1 epizód - magyar hangja:[forrás?] - Nagy-Kálózy Eszter |
| 2016      |                               | Humans            | Dr. Athena Morrow                    | 8 epizód                                                  |
| 2016      | Úr keres hölgyet              | Man Seeking Woman | Joan Dillon                          | 1 epizód                                                  |
| 2017      | Vasököl                       | Iron Fist         | Jeri Hogarth                         | 3 epizód                                                  |
| 2017      | A Védelmezők                  | The Defenders     | Jeri Hogarth                         | 1 epizód                                                  |
| 2019      |                               | Wisting           | Maggie Griffin különleges FBI-ügynök | 5 epizód                                                  |
| 2019–2020 | Mondj egy mesét               | Tell Me a Story   | Rebecca Pruitt                       | főszereplő (2. évad)                                      |
| 2024      | Az akolitus                   | The Acolyte       | Indara mester                        | - főszereplő - magyar hangja: - Nagy-Kálózy Eszter        |

## Díjai
- 2002: Independent Spirit-díj (legjobb női mellékszereplő, Mementó)
- 2007: Genie-díj (legjobb női mellékszereplő, Hósüti)

## Fordítás
- Ez a szócikk részben vagy egészben a Carrie-Anne Moss című angol Wikipédia-szócikk ezen változatának fordításán alapul.  Az eredeti cikk szerkesztőit annak laptörténete sorolja fel. Ez a jelzés csupán a megfogalmazás eredetét és a szerzői jogokat jelzi, nem szolgál a cikkben szereplő információk forrásmegjelöléseként.